# Lommagölen (Bosebo socken, Småland)
Lommagölen är en sjö i Gislaveds kommun i Småland och ingår i Ätrans huvudavrinningsområde. Sjöns area är 0,035 kvadratkilometer och den befinner sig 155 meter över havet.